# Pier Luigi Romita
Pier Luigi Romita (ur. 27 lipca 1924 w Turynie, zm. 23 marca 2003 w Mediolanie) – włoski polityk, inżynier i nauczyciel akademicki, długoletni deputowany, minister w różnych resortach, lider Włoskiej Partii Socjaldemokratycznej (PSDI) w latach 1976–1978.

## Życiorys
Syn polityka Giuseppe Romity. Ukończył studia na Politecnico di Milano, po czym pracował jako nauczyciel akademicki.
W działalność polityczną zaangażował się w 1943, gdy wstąpił do działającej wówczas niejawnie Włoskiej Partii Socjalistycznej (PSI). Później działał we Włoskiej Partii Socjaldemokratycznej, w latach 1976–1978 pełnił funkcję jej sekretarza. W 1989 opuścił PSDI, utworzył ruch polityczny Unità e Democrazia Socialista, z którym wkrótce dołączył do PSI.
W 1958 po raz pierwszy został wybrany do Izby Deputowanych. Z powodzeniem ubiegał się o reelekcję w ośmiu kolejnych wyborach, zasiadając w niższej izbie włoskiego parlamentu nieprzerwanie do 1994 jako poseł III, IV, V, VI, VII, VIII, IX, X i XI kadencji.
Obejmował różne funkcje rządowe. Między 1963 a 1966 był podsekretarzem stanu w resorcie robót publicznych. Od czerwca 1972 do lipca 1973 sprawował urząd ministra bez teki odpowiedzialnego za koordynowanie inicjatyw w zakresie badań naukowych i technologii. Ponownie tożsamą funkcję pełnił od października 1980 do czerwca 1981 oraz od grudnia 1982 do sierpnia 1983. W sierpniu 1983 został ministrem bez teki do spraw regionalnych, w lipcu 1984 przeszedł na stanowisko ministra budżetu i planowania gospodarczego, zajmując je do kwietnia 1987. Od lipca 1989 do czerwca 1992 był ministrem bez teki do spraw koordynowania polityki wspólnotowej.
Pod koniec lat 80. współtworzył partię UDS, dołączając wkrótce do PSI. W latach 90. był później związany z ugrupowaniem Socialisti Italiani i Demokratami Lewicy.